# 日本理療科教員連盟
日本理療科教員連盟（にほんりりょうかきょういんれんめい）は、盲学校、視力障害センターなどに勤務する理療科教員でつくる団体である。通称、理教連。会員数は約700名。

## 業務
- 盲学校、視力障害センターなどに勤務する理療科教員の待遇改善
- あん摩マッサージ指圧師試験、はり師試験、きゅう師試験の模擬試験問題の作成、国家試験に対する改善、設問自体の適否などの申し入れ
- WHO経穴部位国際標準化に向けた日本経穴委員会への参加
- 盲学校卒業者の就職支援、雇用改善

## 関連団体
- 全日本鍼灸マッサージ師会
- 日本鍼灸師会
- 日本あん摩マッサージ指圧師会
- 東洋療法研修試験財団
- 東洋療法学校協会
- 全日本鍼灸学会
- 日本伝統鍼灸学会
- 経絡治療学会
- 日本東洋医学会
- 日本東洋医学系物理療法学会
- 日本視覚障害者団体連合
- 全国病院理学療法協会
- 全国視覚障害教師の会